# Thái Bình hầu
Sái Bình hầu (chữ Hán: 蔡平侯; trị vì: 528 TCN-522 TCN), tên thật là Cơ Lư (姬廬), là vị vua thứ 19 của nước Sái – chư hầu nhà Chu trong lịch sử Trung Quốc.

## Thân thế
Sử sách chép về thân thế Sái Bình hầu khác nhau. Theo Sử ký, Sái Bình hầu là con thứ của Sái Cảnh hầu - vua thứ 17 nước Sái và em của Sái Linh hầu – vua thứ 18 nước Sái. Theo Tả truyện, ông là cháu nội Sái Linh hầu – con của thế tử Ẩn, người bị quân nước Sở giết khi Sở diệt Sái năm 531 TCN.

## Sự nghiệp
Năm 543 TCN, vua cha Sái Cảnh hầu tư thông với vợ thế tử Cơ Bàn là Vu thị nên Cơ Bàn giết cha và lên nối ngôi, tức là Sái Linh hầu.
Năm 531 TCN, Sở Linh vương dụ Sái Linh hầu đến hội ở đất Thân và giết chết rồi phong công tử Khí Tật nước Sở làm Sái công cai trị đất Sái.
Năm 528 TCN, công tử Khí Tật giết Sở Linh vương lên làm vua Sở, tức là Sở Bình vương. Sở Bình vương cho nước Sái và nước Trần mà Sở Linh vương từng diệt được phục hồi. Bình vương lập Cơ Lư lên làm vua Sái mới, tức là Sái Bình hầu, trả lại nước Sái, nhưng phải di chuyển kinh đô tới Lữ Đình (nay là huyện Tân Thái (新蔡).
Theo Sử ký, sau khi lên ngôi, Sái Bình hầu giết cháu là Cơ Hữu – người con của Sái Linh hầu đã được cha lập làm thế tử - vì sợ bị tranh ngôi.
Năm 522 TCN, Sái Bình hầu mất. Ông ở ngôi được 7 năm. Sử sách ghi ông làm vua 9 năm là chép sự kế tục liên tiếp của những người trong tông thất nước Sái, bỏ qua thời gian nước Sái bị Sở chiếm đóng 2 năm 531 TCN-529 TCN với vua Sái là Sái công Khí Tật – công tử nước Sở (tức Sở Bình vương). Sái Bình hầu chỉ được lập lên ngôi từ năm 529 TCN.
Người nước Sái lập con của thế tử Hữu, tức cháu nội của Sái Linh hầu là Cơ Đông Quốc lên nối ngôi, tức là Sái Điệu hầu.